# فاريندولا
فاريندولا (بالإيطالية: Farindola)‏ هي بلدية في مقاطعة بسكارا في إقليم أبروتسو الإيطالي.

## السكان
في سنة 1861 بلغ عدد السكان 3٬391 نسمة، وتطور العدد ليصل في سنة 2018 لـ 1٬438 نسمة.
يظهر هذا المخطط البياني تطور النمو السكاني لـ فاريندولا